# Initiatie (scheikunde)
Initiatie is een proces waarbij reactieve tussenproducten ontstaan die een kettingreactie op gang brengen. Initiatie wordt gevolgd door propagatie; de kettingreactie wordt afgesloten door terminatie.

## Voorbeelden
- De reactie van chloor met alkanen volgens een radicaalmechanisme wordt op gang gebracht door ultraviolette straling; de initiatiestap is de dissociatie (homolyse), van een chloormolecuul. (zie ook radicalaire halogenering)[2]:

Initiatie bij de reactie van chloor en methaan

- Polyadditie van alkenen kan op diverse wijzen worden geïnitieerd:

1. Initiatie door vrije radicalen. Kleine hoeveelheden peroxide splitsen tot vrije radicalen, die vervolgens met een alkeenmolecuul reageren tot een nieuw radicaal.[3]Polyadditie: Initiatie door vrije radicalen

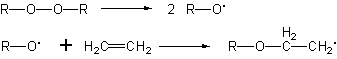
Polyadditie: Initiatie door vrije radicalen

2. Initiatie door kationen. Het kation reageert met een alkeenmolecuul tot een carbokation. Diverse zuren kunnen worden gebruikt als initiator; zwavelzuur (H2SO4); aluminiumchloride (AlCl3) of boortrifluoride (BF3) met een spoortje water.[4]Polyadditie: Initiatie door kationen

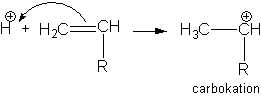
Polyadditie: Initiatie door kationen

3. Initiatie door anionen. Het anion reageert met een alkeenmolecuul tot een nieuw anion. De initiator is een basisch deeltje. Lithiumamine  (Li+NH2−) of n-butyllithium (n-C4H9–Li+) worden hiervoor gebruikt.[4] Polyadditie door anionen

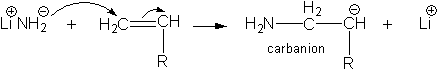
Polyadditie door anionen